# Ichneumon inversus
Ichneumon inversus là một loài tò vò trong họ Ichneumonidae.